# 김승명
김승명(한국 한자: 金承明, 1987년 9월 1일 ~ )은 대한민국의 전 축구 선수이며, 포지션은 수비수였다.